# خان كبوتر خان
خان كبوتر خان (بالفارسية: کاروان‌سرای کبوترخان) هي خان تاريخية تعود إلى عصر السلالة الصفوية، وتقع في 35 كم رفسنجان - طريق كرمان.